# هیون جنوبی (کانزاس)
هیون جنوبی (به انگلیسی: South Haven) شهری در ایالت کانزاس کشور ایالات متحده آمریکا است که جمعیت آن در سرشماری سال ۲۰۱۰ میلادی، ۳۶۳ نفر بوده‌است.